# 宁航一
宁航一（1981年—）本名宁航，是中国大陆一位悬疑小说作家。

## 生平
1981年出生在四川省宜宾市一教师家庭，父母皆是教师，父亲曾任宜宾市八中校长。2002年，宁航一从美术学院毕业后在宜宾八中担任美术教师。2006年，宁航一辞职后在女友开设的诚信西画画室工作。从1996年起，宁航一开始向《萌芽》、《男生女生》等杂志投稿，发表了《游戏对象是谁》和《迪奥的世界》。从1999年开始，宁航一一直从事悬疑、恐怖类小说创作，作品以短篇小说和中篇小说为主，于文学网站榕树上刊发。2006年，新浪网举办“第四届推理原创大赛”，宁航一的第一部悬疑长篇小说《四人夜话》参赛，杀进总决赛，点击率数百万，人气排行到第三位，并被国内上百家网站转载。宁航一一度成为起点中文网“中国第一悬疑小说作家”PK赛的擂主。2007年，《四人夜话》出版，更名为《幽冥怪谈：夜话》。宁航一被部分媒体称为“中国第一悬疑小说作家”、“中国的希区柯克”。2011年6月加入四川作家协会，成为专职作家。

## 已出版作品
- 《幽冥怪谈：夜话》，陕西师范大学出版社，2008年1月，ISBN：978-7-5613-4165-0；
- 《幽冥怪谈Ⅱ：死亡约定》，陕西师范大学出版社，2008年7月，ISBN：978-7-5613-4372-2；
- 《幽冥怪谈Ⅲ：致命之旅》，陕西师范大学出版社，2008年7月，ISBN：978-7-5613-4584-9；
- 《末日预言》，吉林出版集团有限责任公司，2009年12月，ISBN：978-7-5463-2065-6；
- 《1/14：必须犯规的游戏》，山东文艺出版社，2011年6月，ISBN：978-7-5329-3518-5；
- 《1/14第二季：新房客和活死人》，长江文艺出版社，2012年6月，ISBN：978-7-5354-5834-6；
- 《1/14第三季：死者的警告》，长江文艺出版社，2012年11月，ISBN：978-7-5354-6123-0；
- 《1/14第四季：多出来的第14个人》，长江文艺出版社，2013年7月，ISBN：978-7-5354-6698-3；
- 《1/14第五季：惊魂十四日》，长江文艺出版社，2013年10月，ISBN：978-7-5354-6912-0；
- 《超禁忌游戏》，九州出版社，2014年10月，ISBN：978-7-5108-3181-2。